# Oswald Veblen-díj
Az Oswald Veblen-díjat az American Mathematical Society ítéli oda annak a matematikusnak, aki a geometria vagy a topológia terén alkot maradandót. 1961-ben hozták létre Oswald Veblen emlékére. 2001 előtt a díjat ötévente ítélték oda, azóta három évente osztják ki. A díjazott 5000 amerikai dollárt is kap.

## A díjazottak
- 2016 Fernando Codá Marques és André NevesIan Agol
- 2013 Ian Agol és Daniel Wise
- 2010 Tobias Colding és William Minicozzi II; Paul Seidel
- 2007 Peter Kronheimer és Tomasz Mrowka; Ozsváth Péter és Szabó Zoltán
- 2004 David Gabai
- 2001 Jeff Cheeger, Yakov Eliashberg és Michael J. Hopkins(wd)
- 1996 Richard Hamilton és Gang Tian
- 1991 Andrew Casson és Clifford Taubes
- 1986 Michael Freedman
- 1981 Mihail Leonyidovics Gromov
- 1981 Shing-Tung Yau
- 1976 James Harris Simons
- 1976 William Thurston
- 1971 Dennis Sullivan
- 1971 Robion Kirby
- 1966 Morton Brown és Barry Mazur
- 1966 Stephen Smale
- 1964 Raoul Bott
- 1964 Christos Papakyriakopoulos